# Monte Grabiasca
Il monte Grabiasca, alto 2.705 metri, è una vetta delle Alpi Orobie posta sullo spartiacque che divide la valle Brembana dalla valle Seriana. Ѐ una delle vette che fanno da cornice alla conca del Rifugio Calvi, in particolare è situato a sud del Pizzo Poris, al quale è collegato da una cresta.

## Accessi
La via più breve per raggiungere il Grabiasca parte da Carona, in provincia di Bergamo. Si prende il sentiero per il rifugio Fratelli Calvi (strada carrabile parzialmente cementata in alcuni tratti) e, una volta al rifugio, si scende al lago Rotondo costeggiandolo sulla destra (lato est) e, una volta dall'altro lato, si prosegue lungo il sentiero che si dirama dai piedi del lago verso il canale situato a nord. Si sale fino all'avvallamento da dove si diramano due canali all'interno dei quali scorrono due ruscelli. Un sentiero poco battuto e quindi difficile da trovare conduce attraverso il canale di sinistra (quello più a nord) ad un altro avvallamento dove il sentiero è leggermente più riconoscibile. Quindi si segue in direzione nord fino alla cresta. Il sentiero sulla cresta, anch'esso non molto visibile, segue a tratti la pancia della montagna per evitare la zona più rocciosa per poi ricollegarsi più in alto alla cresta a meno di cento metri dalla vetta.
Alternativamente si può salire anche dal versante opposto, che appartiene alla val Seriana.
La partenza è posta a Grabiasca, frazione di Gandellino e si sviluppa nell'omonima valle mediante la traccia numerata con segnavia del CAI numero 255. Una volta raggiunta la baita alta di Grabiasca, il sentiero si inerpica sulle pendici del monte con andamento impervio.
Dalla vetta si gode di una bella visuale sulla conca del rifugio Calvi, sul monte Aga, sul Pizzo del Diavolo di Tenda, su parte della valle del torrente Fiumenero in valle Seriana e sul pizzo Redorta.

## Galleria d'immagini

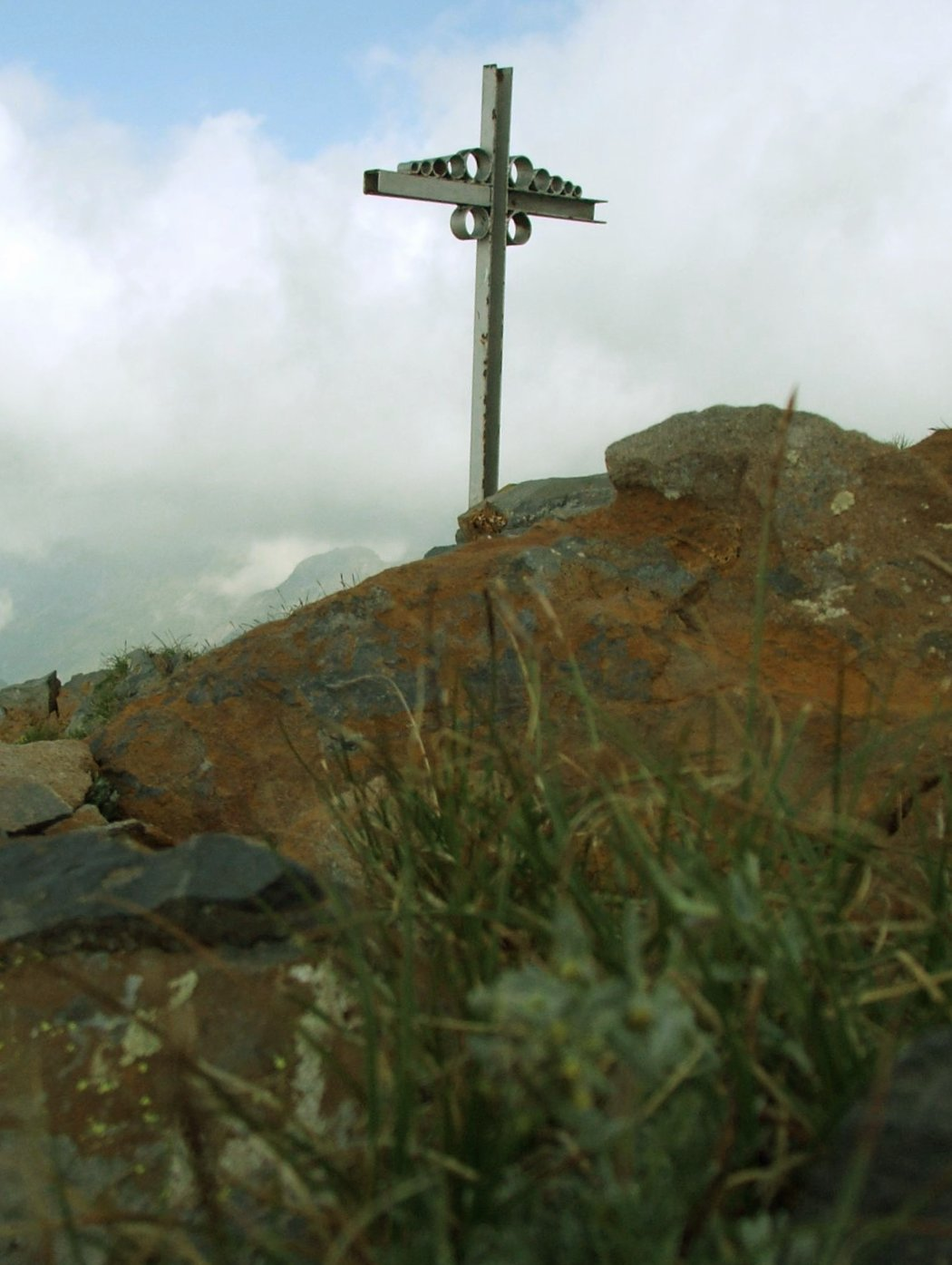
La croce dell'anticima e ai piedi una piantina di Genepì
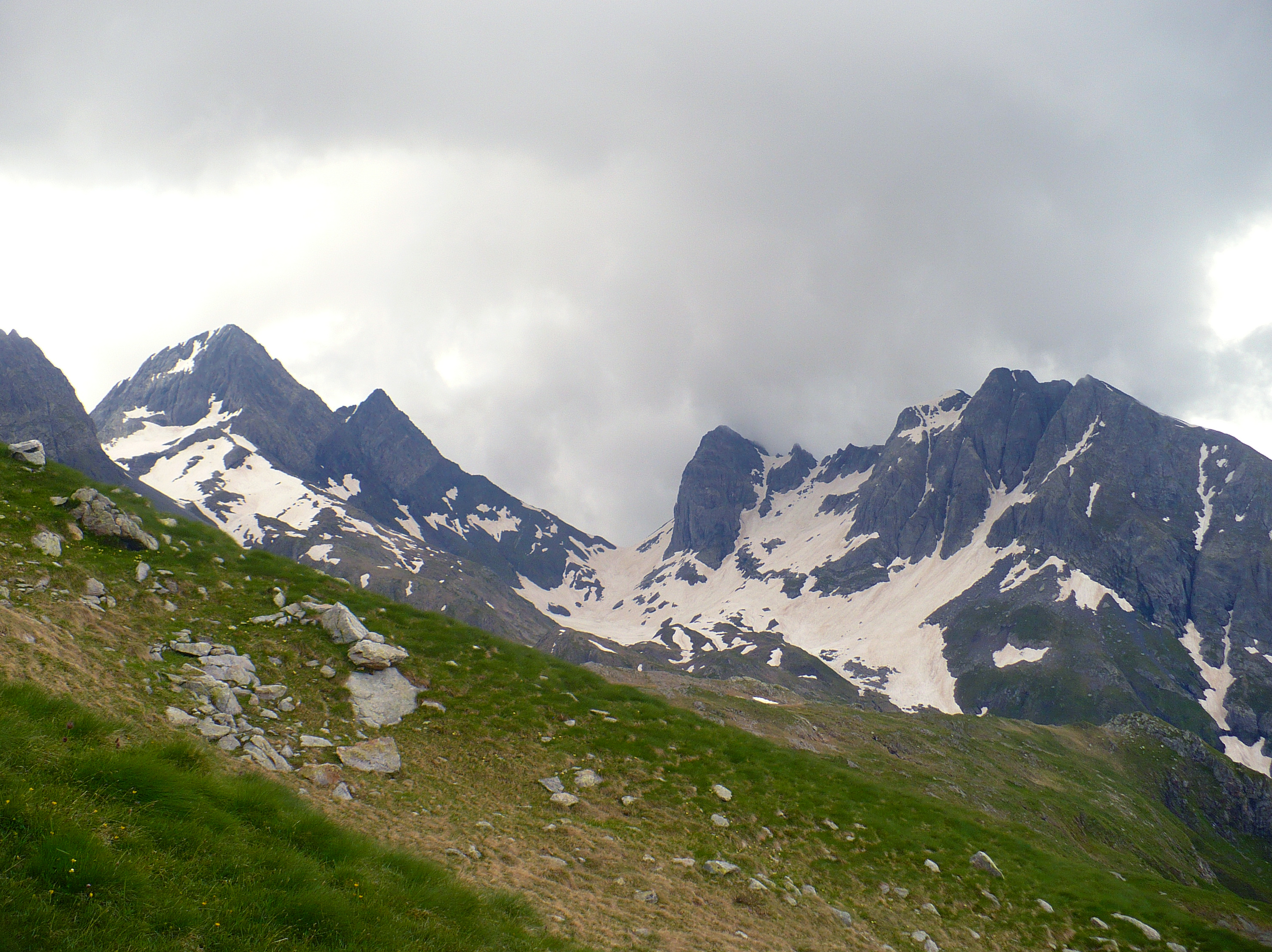
Da sinistra a destra: Pizzo del Diavolo di Tenda, Passo di Valsecca, Pizzo Poris e Monte Grabiasca
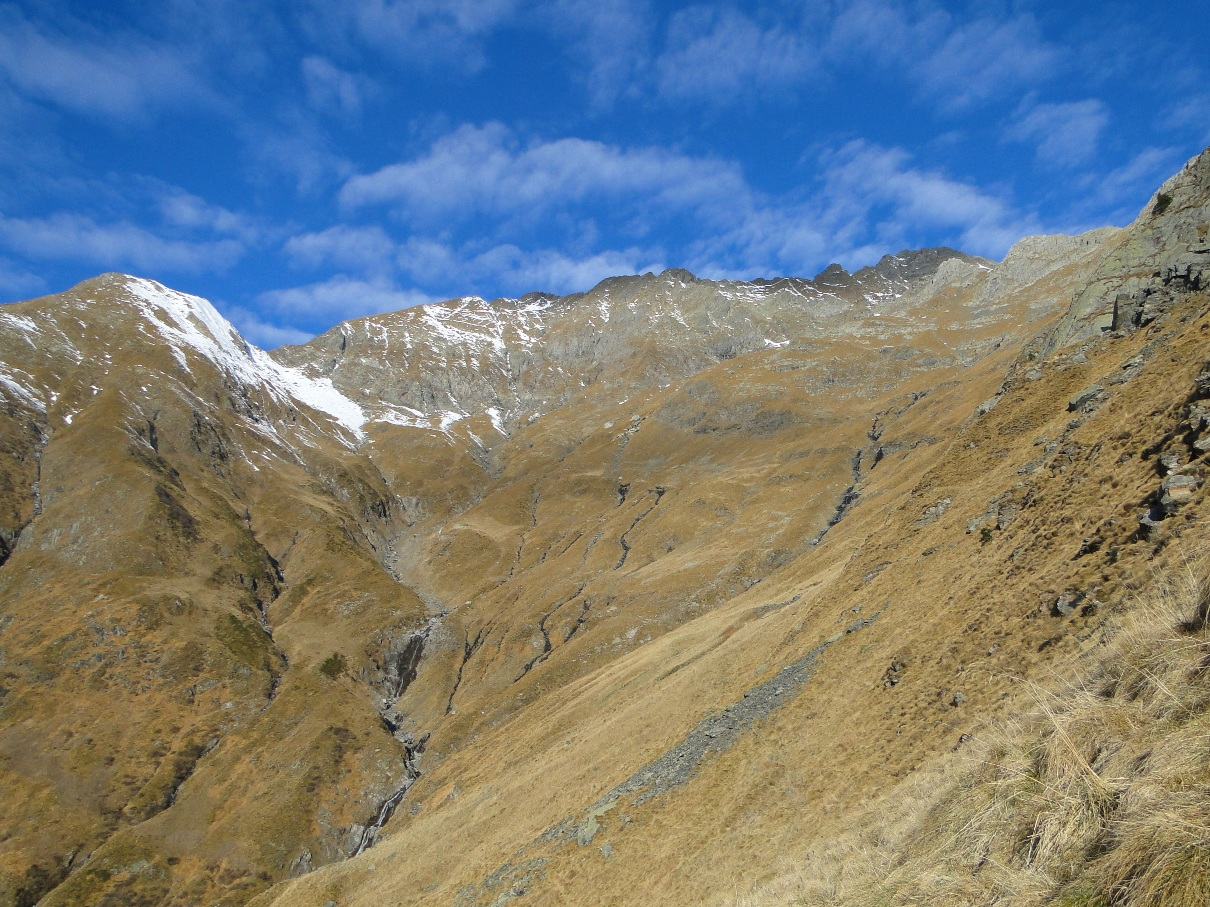
Monte Grabiasca e Pizzo Poris dalla Val Grabiasca